# No Mercy 2016
No Mercy (2016) was een professioneel worstel-pay-per-view (PPV) en WWE Network evenement dat georganiseerd werd door WWE voor hun SmackDown brand. Het was de 12e editie van No Mercy en vond plaats op 9 oktober 2016 in het Golden 1 Center in Sacramento, Californië. Dit is het eerste evenement sinds 2008 en de eerste evenement van No Mercy dat werd uitgezonden op de WWE Network.

## Matches
| Nr. | Match | Winnaar(s)                      | Opmerkingen | Bron  |
| --- | --- | ------------------------------- | --- | ----- |
| 1P  | The Hype Bros (Mojo Rawley & Zack Ryder) en American Alpha (Chad Gable & Jason Jordan) vs. The Ascension (Konnor & Viktor) en The Vaudevillains (Aiden English & Simon Gotch) | The Hype Bros en American Alpha | 8-Man tag team match. | [ 2 ] |
| 2   | AJ Styles (c) vs. Dean Ambrose vs. John Cena | AJ Styles                       | Triple Threat match voor het WWE World Championship.                                                                                           | [ 2 ] |
| 3   | Nikki Bella vs. Carmella | Nikki Bella                     | Eén-op-één match. | [ 2 ] |
| 4   | Heath Slater & Rhyno (c) vs. The Usos (Jimmy & Jey Uso) | Heath Slater & Rhyno            | Tag Team match voor het WWE SmackDown Tag Team Championship.                                                                                   | [ 2 ] |
| 5   | Baron Corbin vs. Jack Swagger | Baron Corbin                    | Eén-op-één match. | [ 2 ] |
| 6   | Dolph Ziggler vs. The Miz (c) (met Maryse) | Dolph Ziggler (nc)              | Title vs. Career match voor het WWE Intercontinental Championship. Als Ziggler had verloren, zou hij gedwongen worden om met pensioen te gaan. | [ 2 ] |
| 7   | Naomi vs. Alexa Bliss | Naomi                           | Eén-op-één match. | [ 2 ] |
| 8   | Bray Wyatt vs. Randy Orton | Bray Wyatt                      | Eén-op-één match. | [ 2 ] |